# Budakalász
Budakalász è un comune dell'Ungheria di 10.134 abitanti (dati 2001) situato nella contea di Pest, nell'Ungheria settentrionale.